# The End of Heartache
The End of Heartache – trzeci album amerykańskiego zespołu metalcorowego Killswitch Engage wydany 11 maja 2004 nakładem Roadrunner Records. 
W chwili premiery krążek znajdował się na 21 miejscu listy The Billboard 200. Album uzyskał status złotej płyty.

## Lista utworów
1. "A Bid Farewell" - 3:55
2. "Take This Oath" - 3:46
3. "When Darkness Falls" - 3:52
4. "Rose of Sharyn" - 3:36
5. "Inhale" - 1:15
6. "Breathe Life" - 3:18
7. "The End of Heartache" - 4:58
8. "Declaration" - 3:01
9. "World Ablaze" - 4:59
10. "And Embers Rise" - 1:11
11. "Wasted Sacrifice" - 4:18
12. "Hope Is..." - 4:21

Bonusowe utwory (edycja specjalna albumu)
1. "Irreversal" - 3:49
2. "My Life for Yours" - 3:34
3. "The End of Heartache" (Alternatywna wersja) - 4:05
4. "Life to Lifeless" (Live) - 3:22
5. "Fixation on the Darkness" (Live) - 3:40
6. "My Last Serenade" (Live) - 4:00

## Twórcy
Skład zespołu
- Howard Jones – śpiew, teksty utworów[8]
- Adam Dutkiewicz – perkusja, gitara, śpiew w tle, fortepian, inżynier, fotografie, produkcja muzyczna
- Joel Stroetzel – gitara
- Mike D'Antonio – gitara basowa, projekt okładki, szata graficzna, rejestracja partii perkusji[8]
- Justin Foley – perkusja

Inni
- Andy Sneap – mastering, miksowanie